# Association for Emissions Control by Catalyst
Pour les articles homonymes, voir AECC.
L'AECC (Association for Emissions Control by Catalyst) est une association internationale regroupant les entreprises européennes qui élaborent des techniques de dépollution automobile (pots catalytiques et Filtres à Particules notamment).